# Дёрнеи, Золтан
Золтан Дёрнеи (венг. Dörnyei Zoltán; ˈzoltaːn ˈdørɲɛi; 11 марта 1960, Будапешт — 10 июня 2022) — британский исследователь венгерского происхождения, профессор психолингвистики Ноттингемского университета.
Известен своими исследованиями по мотивации усвоения второго языка, а также по методологии исследований прикладной лингвистики.

## Биография
Обучался и защитил докторскую диссертацию в Университете Лоранда Этвеша в Будапеште, Венгрия. Лауреат премии Ассоциации современных языков США имени Кеннета У. Милденбергера и премию за заслуги в исследовании преподавания английского как второго языка (TESOL).
В 2017 году получил степень доктора богословия на кафедре теологии и религии Даремского университета.
Скончался 10 июня 2022 года.